# Calice (liturgia)

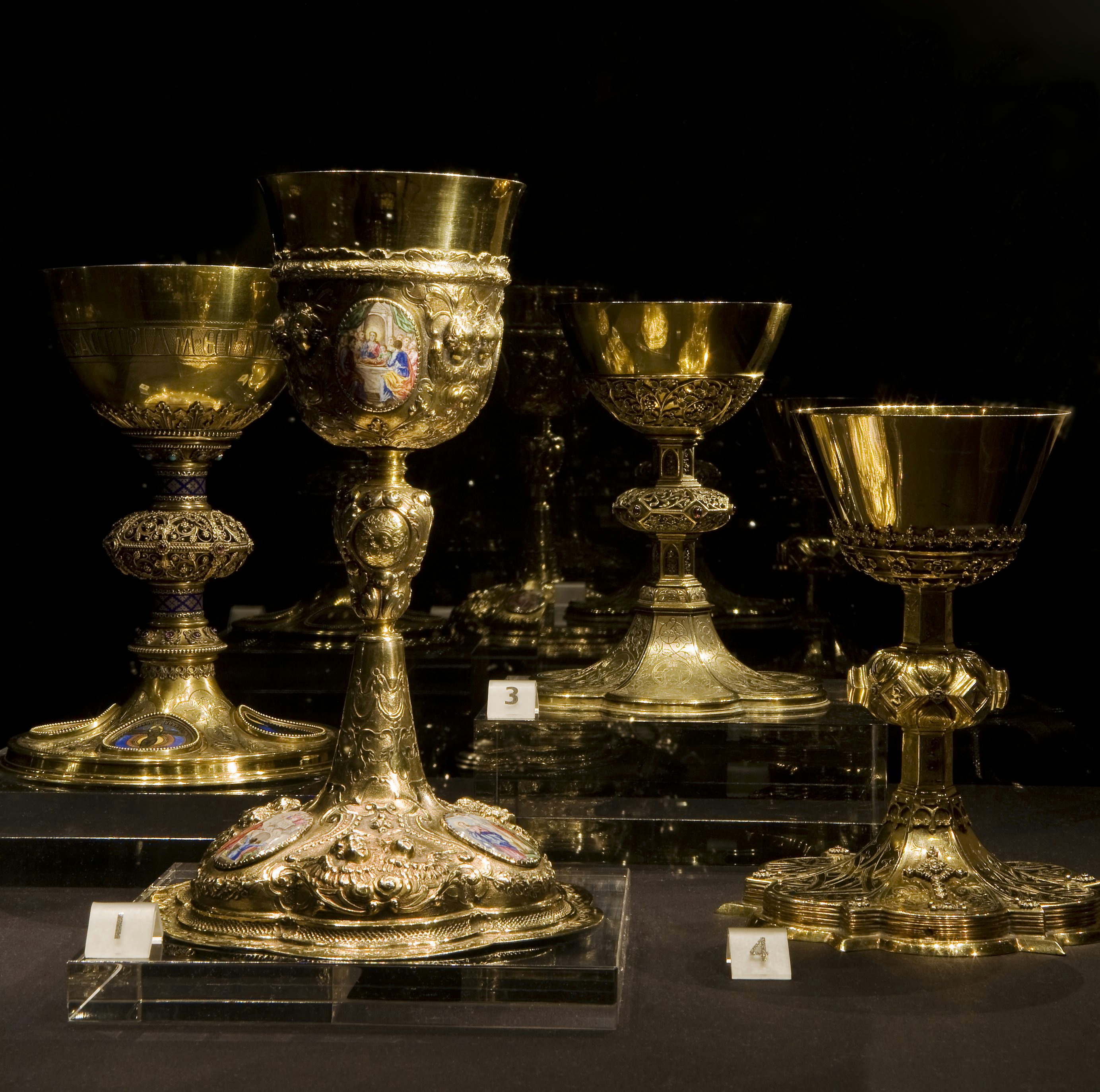
Calici di varia epoca del tesoro della Sint-Gerlachuskerk di Houthem (Paesi Bassi)

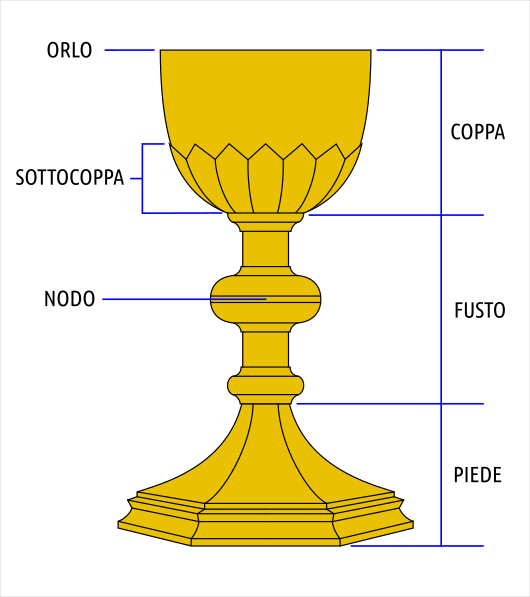
Schema con le parti di un calice liturgico

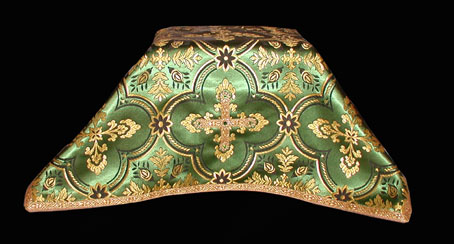
Calice coperto da velo

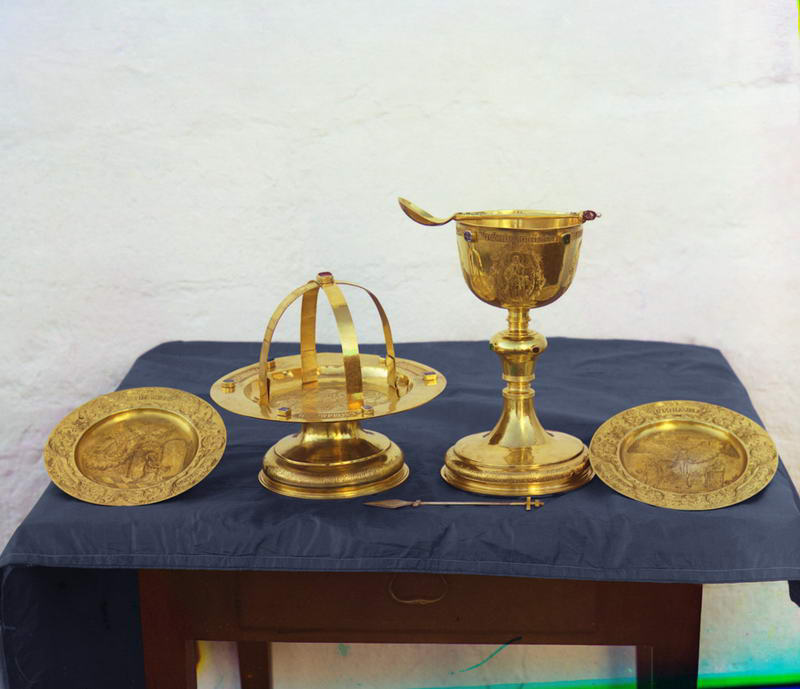
Calice ortodosso con gli accessori relativi

Il calice (dal greco ϰύλιξ, coppa, e dal latino calix, calice) è un oggetto liturgico utilizzato per contenere il vino e l'acqua durante la Celebrazione eucaristica. Esso rientra nella categoria dei vasi sacri, per i quali è richiesto dal Messale Romano che siano in metallo nobile e inossidabile, o in «altre materie solide e nobili» purché perlomeno la loro coppa sia dorata internamente; il calice, in particolare, deve avere «la coppa fatta di una materia che non assorba i liquidi», mentre la sua base «può essere fatta con materie diverse, solide e decorose». La benedizione del calice e della patena, con la quale essi acquisiscono «destinazione esclusiva e permanente alla celebrazione dell'Eucaristia», può essere impartita da un qualunque presbitero, «purché l'uno e l'altra siano fatti secondo le disposizioni».

## Uso
Nel rito romano, per la celebrazione della Messa il calice viene preparato sulla credenza, «lodevolmente ricoperto da un velo», e portato all'altare all'offertorio; un diacono oppure lo stesso celebrante vi versa il vino con una goccia di acqua, recitando sottovoce la formula: «L'acqua unita al vino sia segno della nostra unione con la vita divina di colui che ha voluto assumere la nostra natura umana». Nel rito ambrosiano la formula da recitare ad alta voce è: «Dal fianco aperto di Cristo uscì sangue e acqua». Durante la liturgia eucaristica e i riti di comunione, il calice resta appoggia al centro dell'altare, sul corporale, normalmente il calice viene coperto con la palla; viene elevato durante la presentazione del vino all'offertorio, all'ostensione dopo le parole dell'istituzione, e durante la dossologia finale; eventualmente, anche quando il sacerdote mostra al popolo l'ostia spezzata, alla frazione della quale fa cadere un frammento nella coppa. Quando poi si comunica al calice, egli pronuncia la seguente formula: «Il Sangue di Cristo mi custodisca per la vita eterna». La purificazione del calice viene fatta all'altare o alla credenza con acqua o con acqua e vino, dicendo sottovoce: «Il sacramento ricevuto con la bocca sia accolto con purezza nel nostro spirito, o Signore, e il dono a noi fatto nel tempo ci sia rimedio per la vita eterna». Fino al XIV secolo il calice veniva purificato in un'apposita vaschetta o nel sacrarium della sacrestia; quest'uso è stato interrotto dall'introduzione del purificatoio. È inoltre attestato, nella Francia del XIV-XVI secolo, l'uso di benedire da parte del sacerdote al termine della celebrazione eucaristica con il calice o la patena, per distinguere la benedizione impartita dal presbitero (con un oggetto) da quella del vescovo (con la mano).
Nel rito bizantino, il calice presenta un'ampia base ed una corona che cinge la parte inferiore della coppa; è tradizionalmente ornato con raffigurazioni (sovente cesellate) della Crocifissione di Gesù, della sua Resurrezione, della Vergine Maria, di Giovanni Battista e degli Evangelisti, nonché con motivi vegetali che richiamano l'uva e la vite. Per la comunione dei fedeli, che avviene sotto le due specie del pane e del vino, viene usato un apposito cucchiaio (in greco: λαβίς; in russo: лжицаin) metallo prezioso.

## Galleria d'immagini

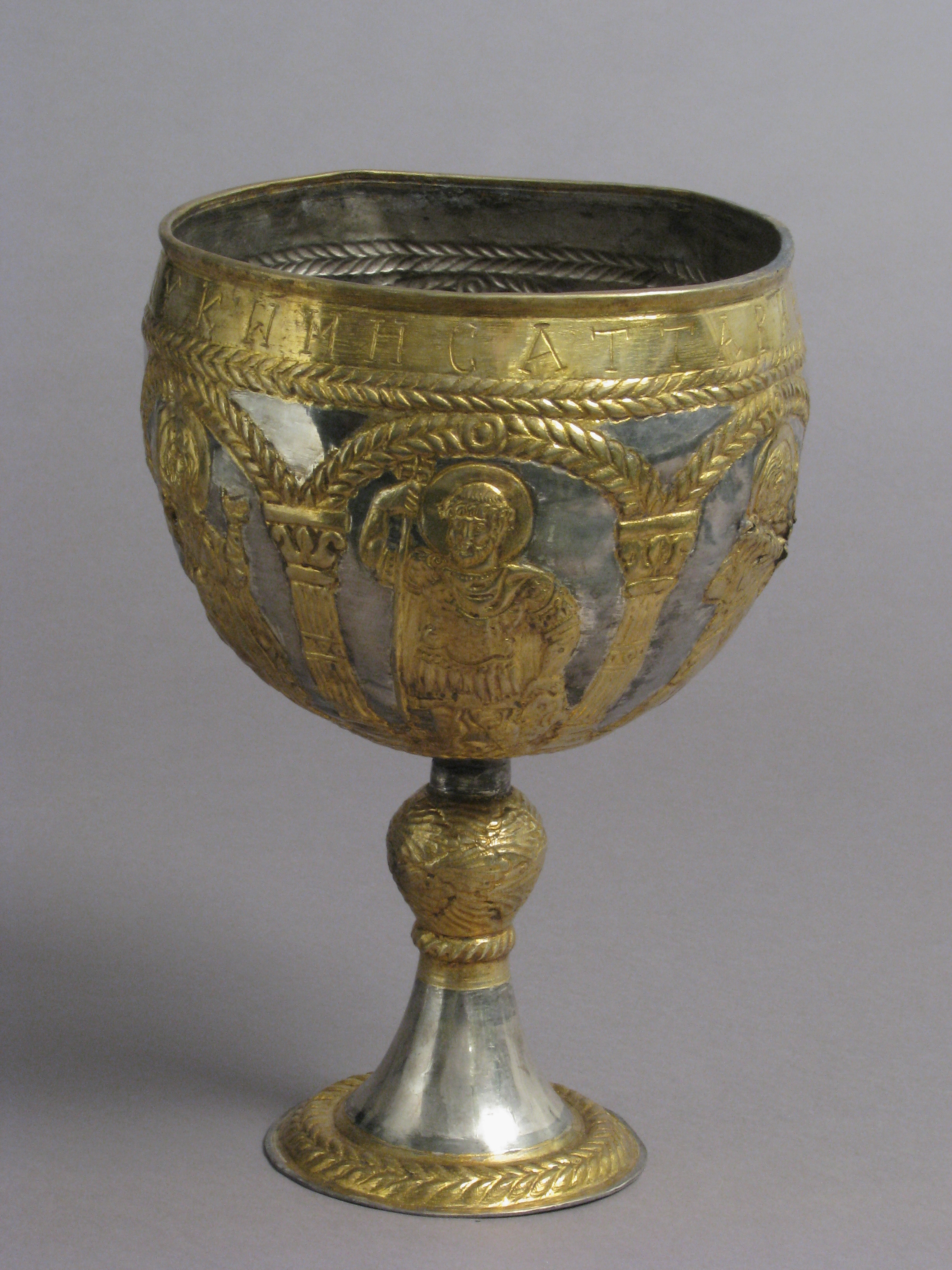
Siria, 500-650
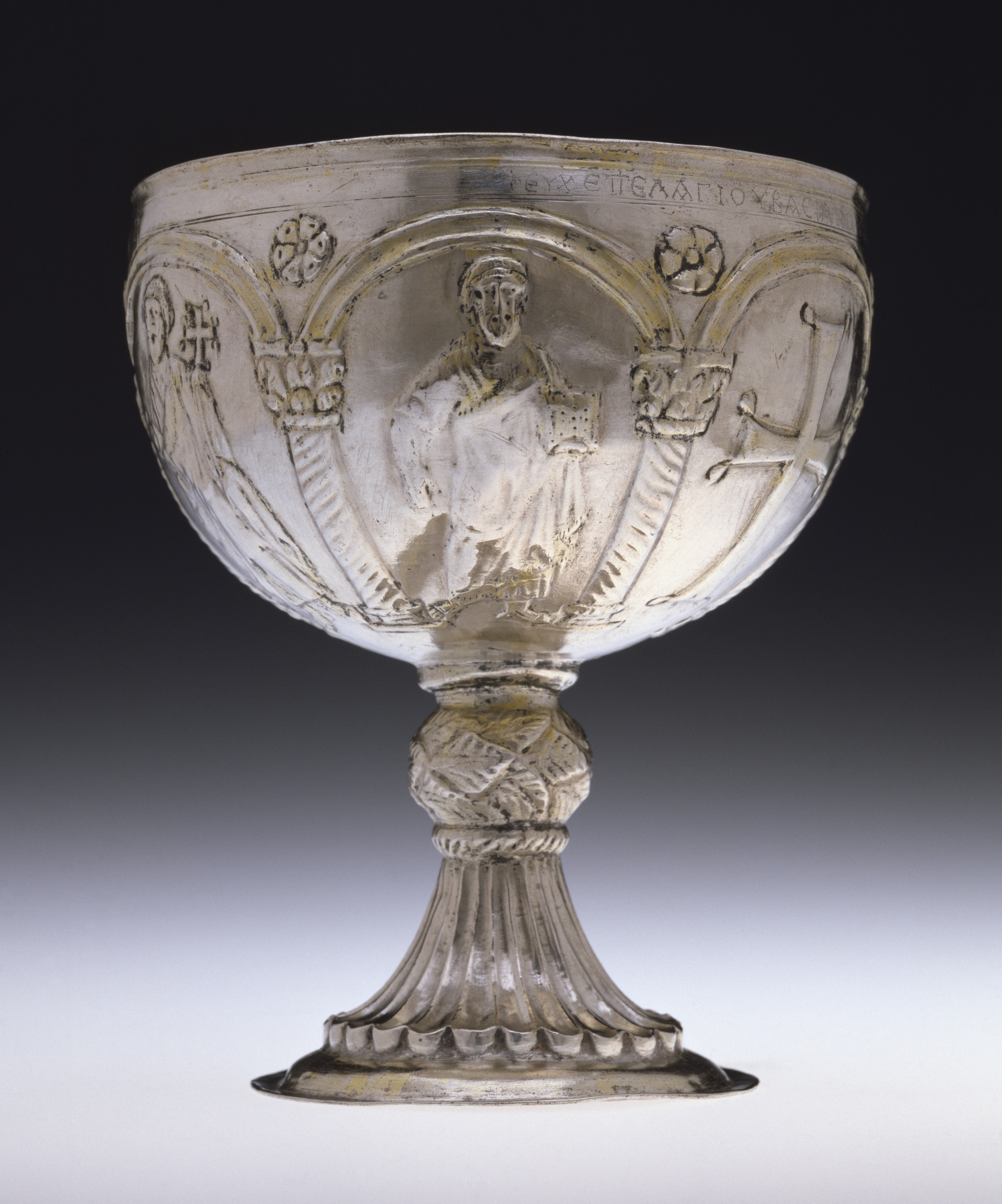
Impero bizantino, VII secolo
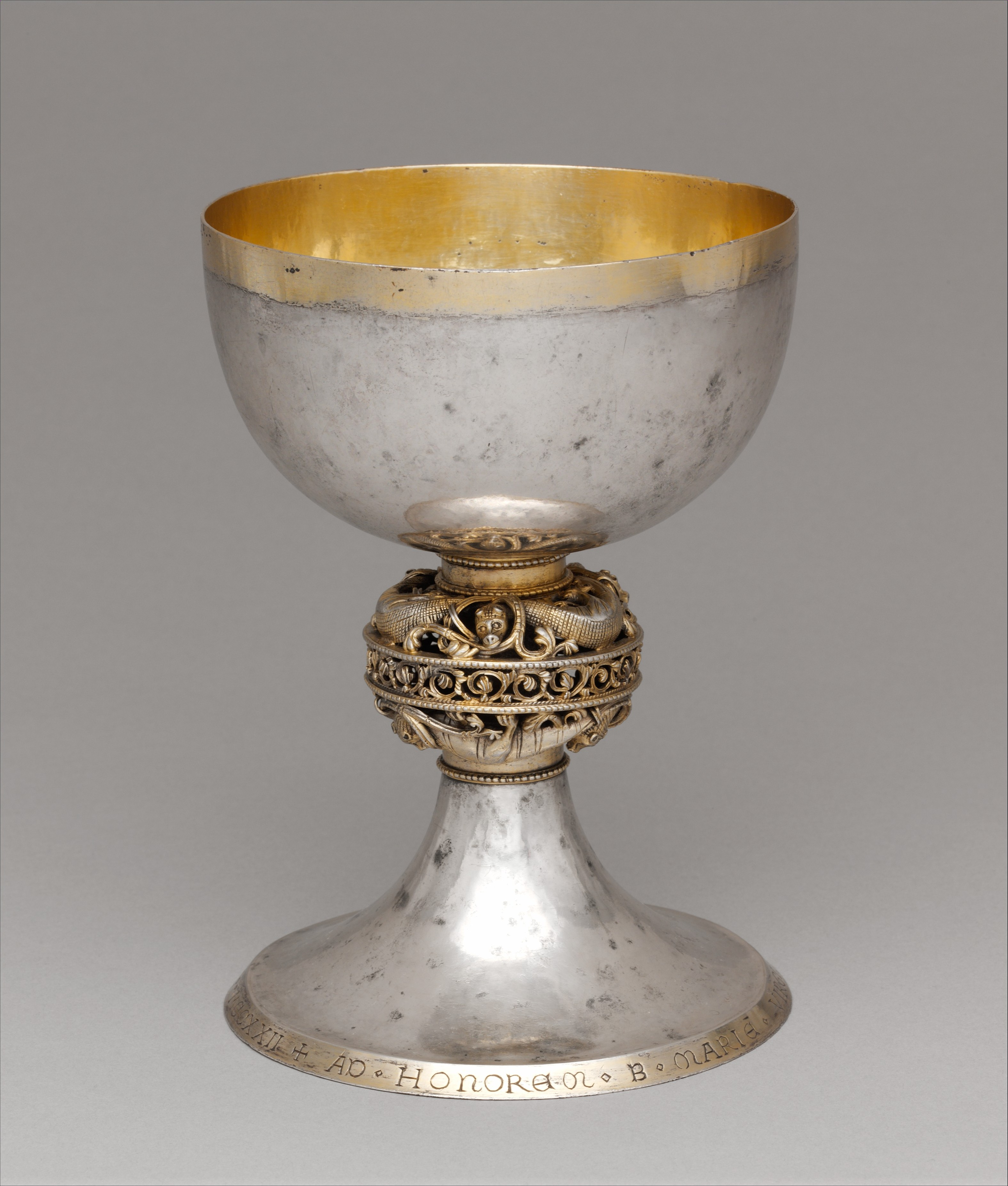
Nord Europa, 1222
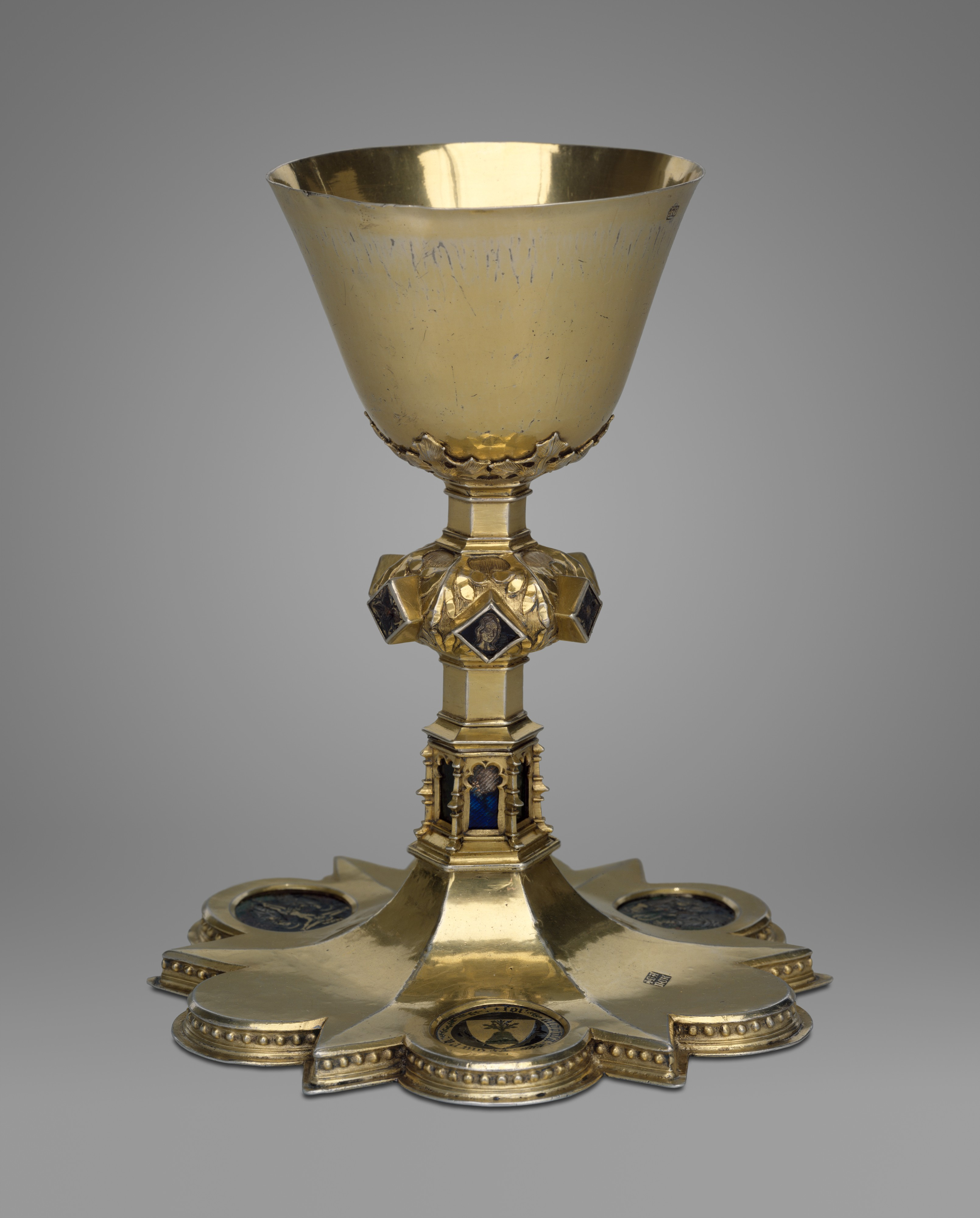
Catalogna, 1400 circa
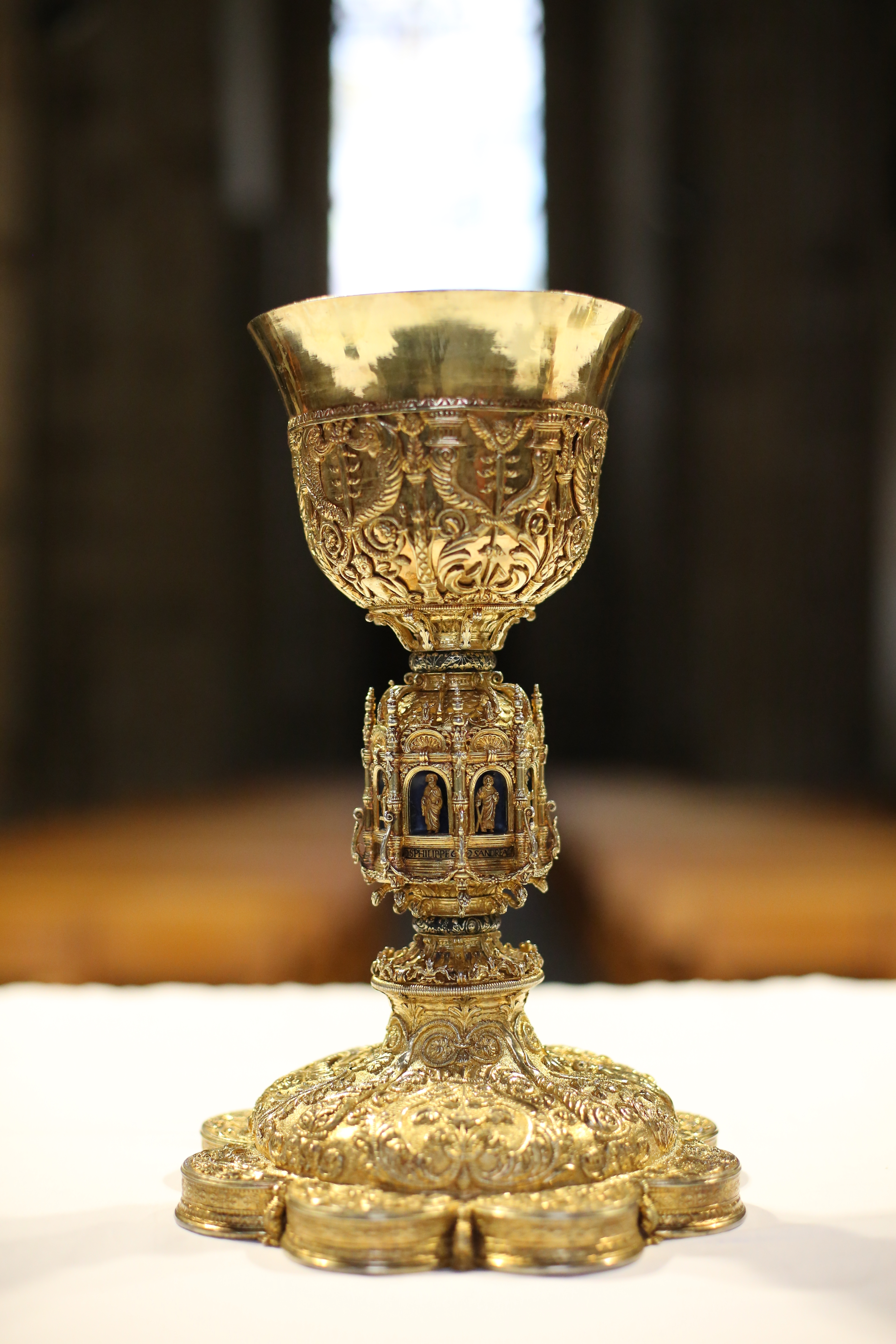
Francia, prima metà del XVI secolo
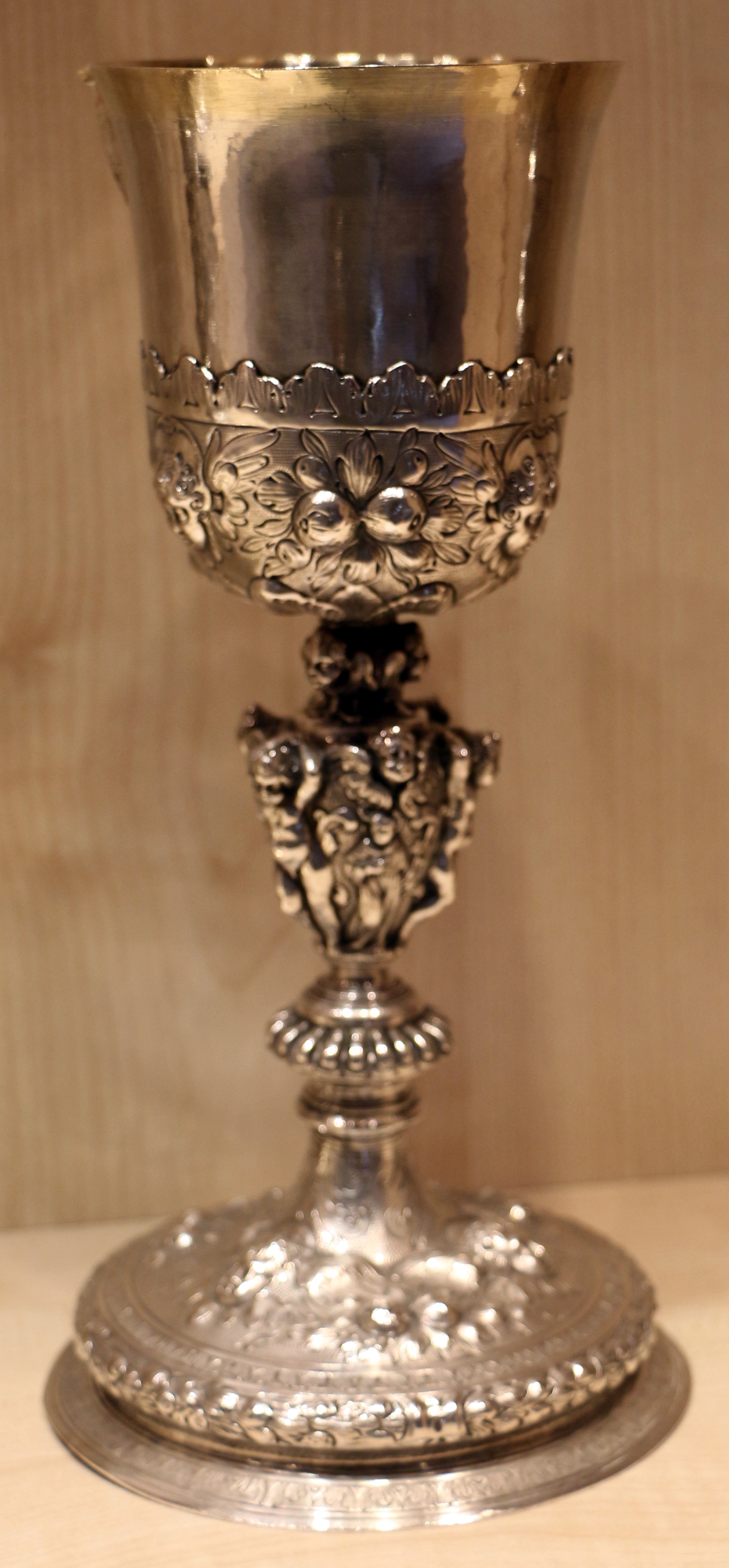
Venezia, 1684
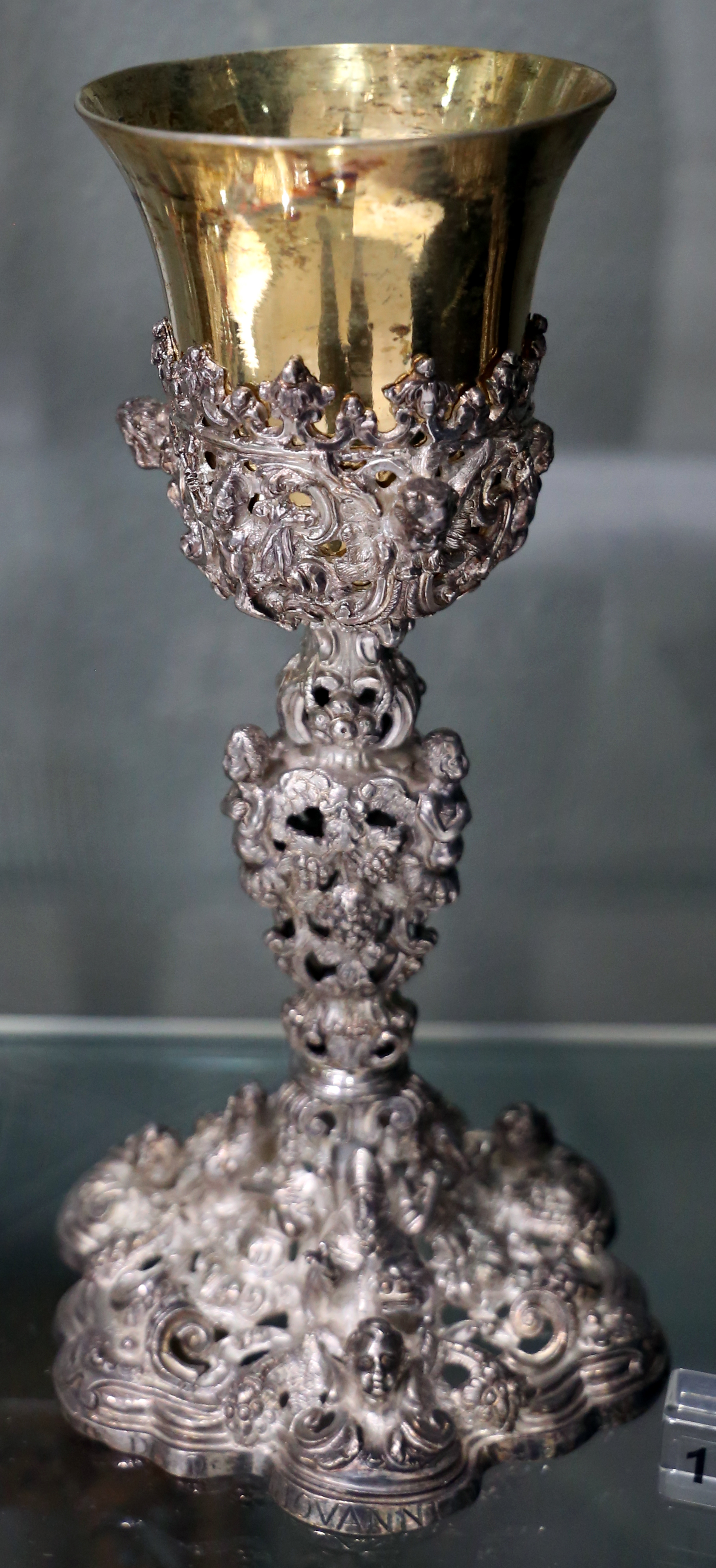
Napoli, 1739
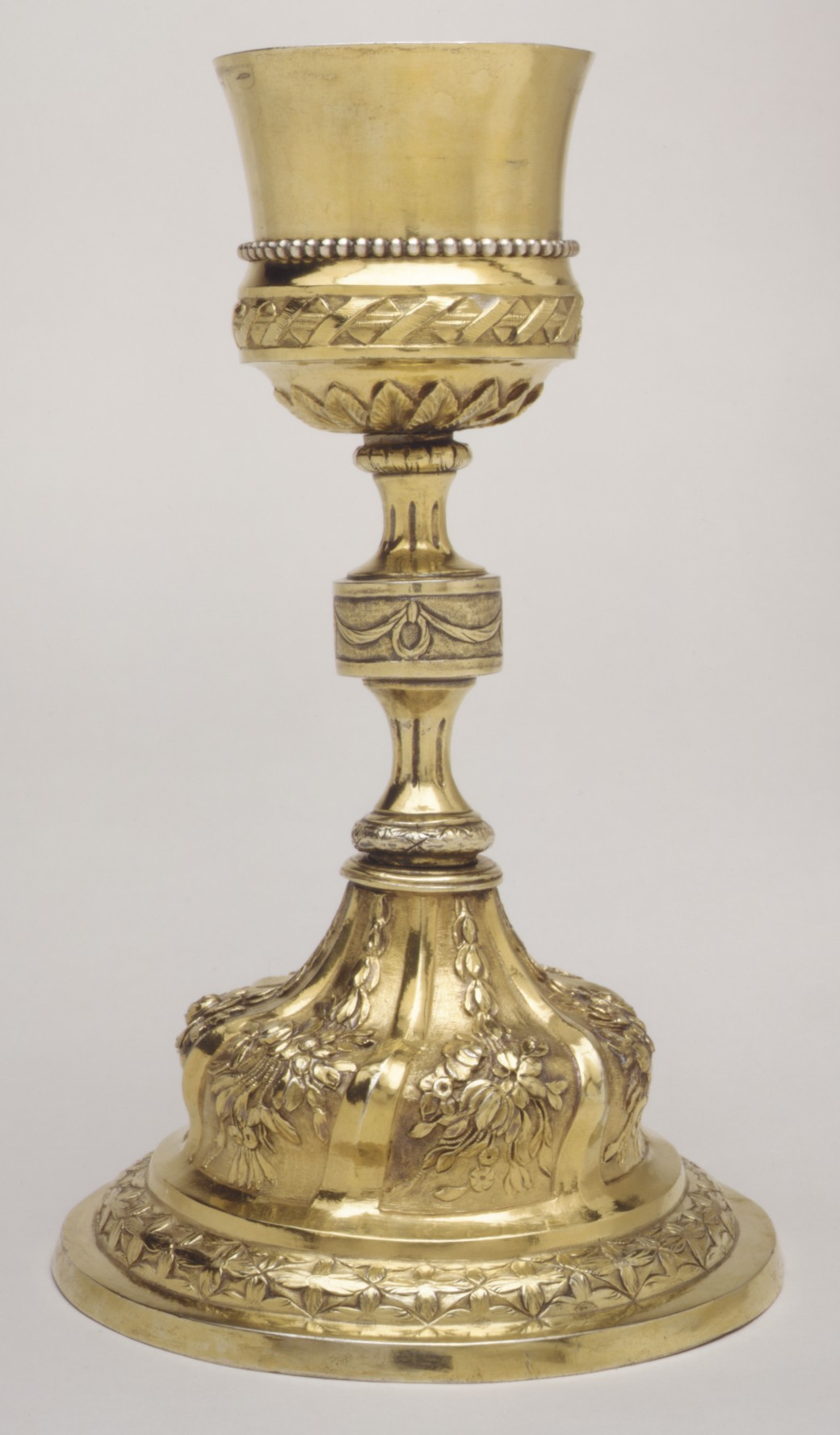
Messico, fine del XVIII secolo
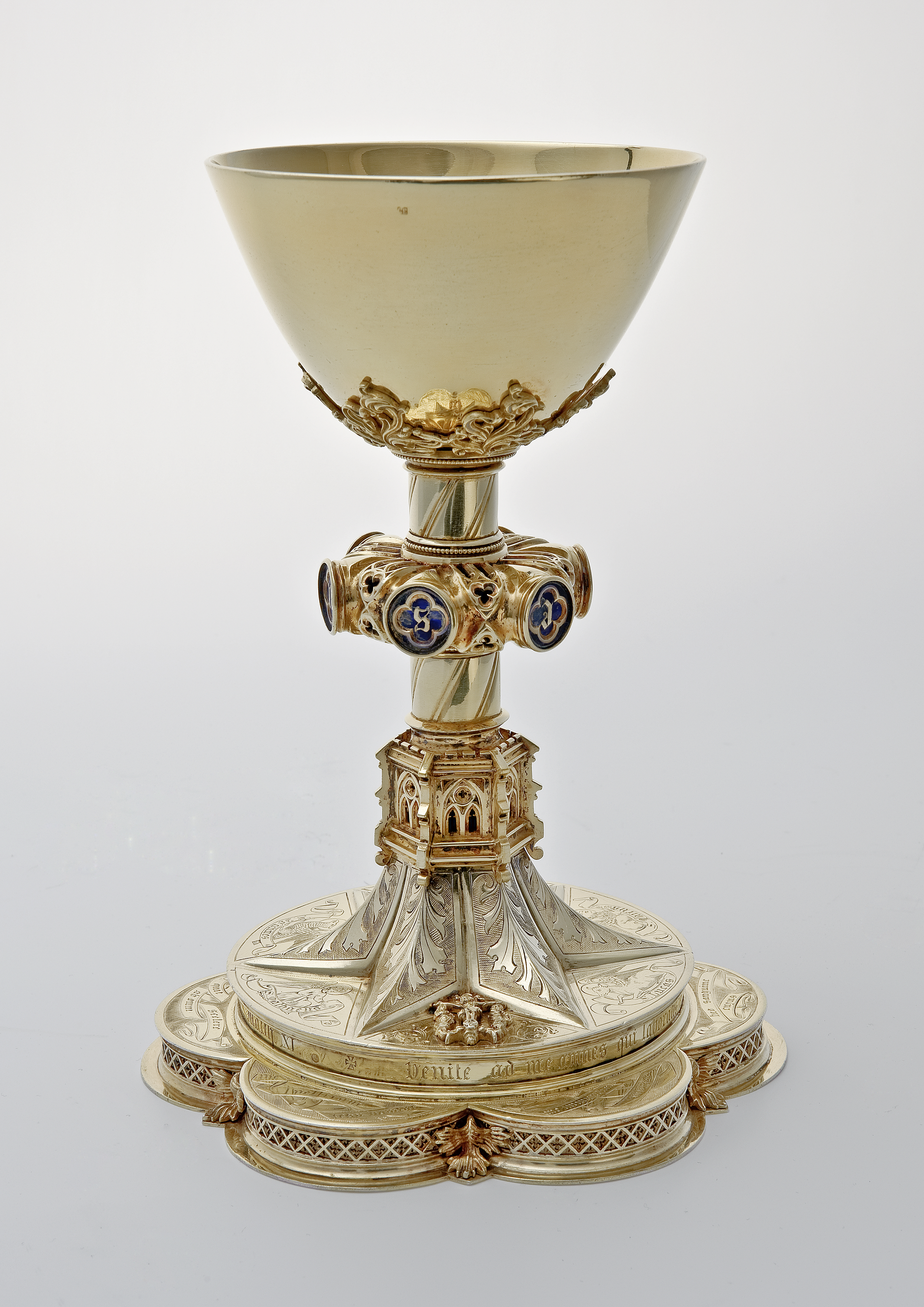
Paesi Bassi, 1895
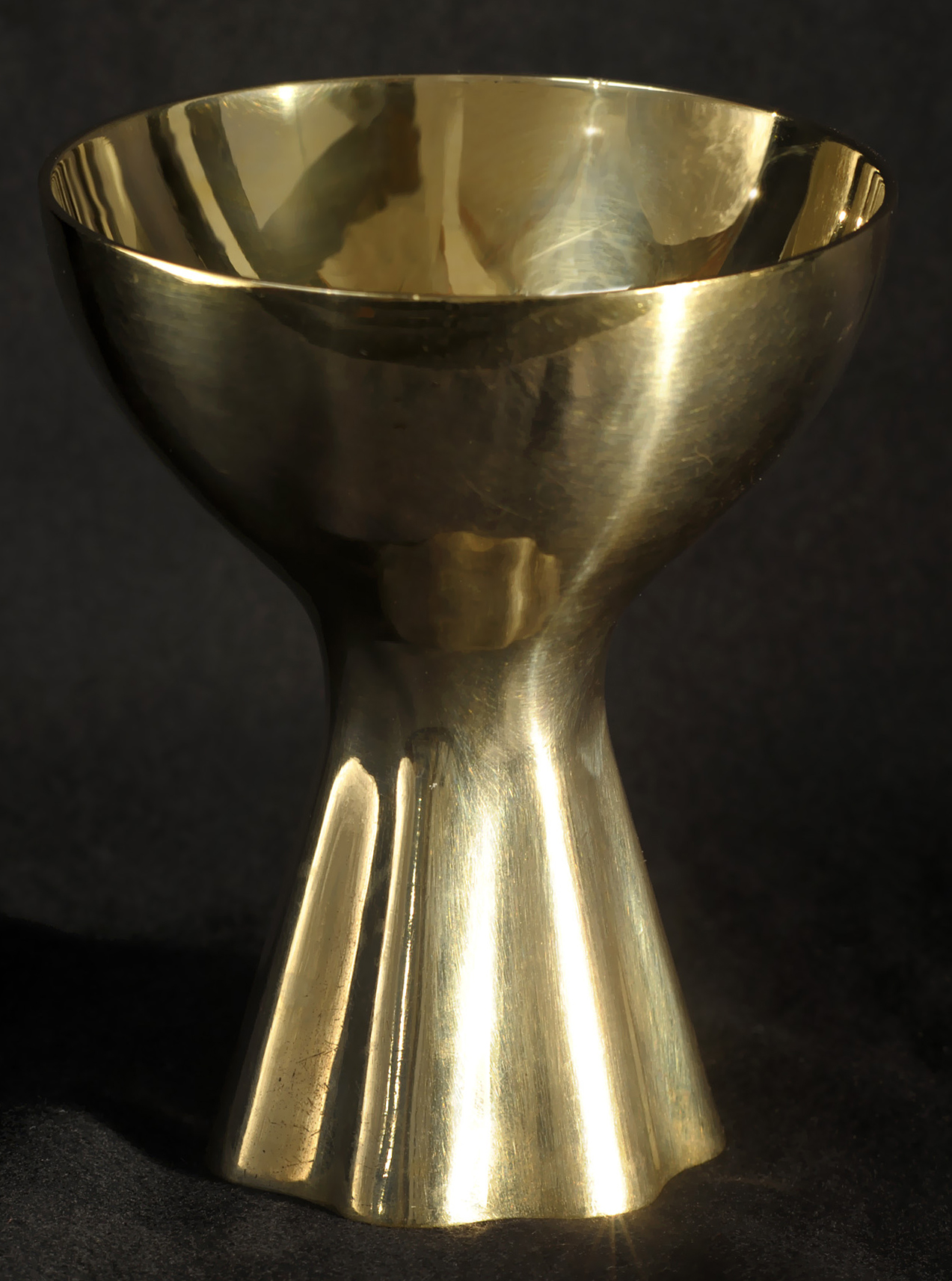
Germania, 1956